# Jeff Hurd
Jeffrey Stephen Hurd, detto Jeff (Grand Junction, 15 agosto 1979), è un politico statunitense, membro della Camera dei Rappresentanti per lo stato del Colorado dal 2025.

## Biografia
Maggiore di tre fratelli, Jeff Hurd restò orfano di madre mentre frequentava le scuole superiori.
Dopo il diploma, frequentò l'Università di Notre Dame e trovò lavoro presso la camera di commercio locale. Si iscrisse poi alla facoltà di giurisprudenza dell'Università di Denver. Intraprese la professione di avvocato, dapprima in uno studio di New York e poi aprendo un proprio studio a Grand Junction.
Entrato in politica con il Partito Repubblicano, nel 2023 annunciò la propria candidatura per il Congresso, sfidando nelle primarie la deputata in carica alla Camera dei Rappresentanti Lauren Boebert. Tuttavia, durante la campagna elettorale, la deputata Boebert annunciò il proprio ritiro per candidarsi in un altro distretto congressuale e Hurd si aggiudicò le primarie.
Nelle elezioni generali, affrontò in una sfida molto combattuta il candidato democratico Adam Frisch, che due anni prima aveva quasi sconfitto Lauren Boebert. Al termine della competizione, Hurd prevalse con il 50,8% su Frisch, divenendo così deputato.
Sposato con Barbora, è padre di cinque figli.